# Lycée Louis-le-Grand
Pour les articles homonymes, voir Louis le Grand.
Le lycée Louis-le-Grand est un établissement français d'enseignement secondaire et supérieur public, situé à Paris dans le 5e arrondissement, tout près de la Sorbonne et non loin du lycée Henri-IV.
Son origine remonte à un collège jésuite fondé au XVIe siècle dans l'hôtel parisien de Guillaume du Prat, évêque de Clermont, le « collège de Clermont », rebaptisé « collège de Louis le Grand » en 1682, sous le règne de Louis XIV, puis, après diverses dénominations de 1803 à 1873, « lycée Louis-le-Grand ». Ses actuels bâtiments datent d'une reconstruction effectuée de 1885 à 1888.
C'est l'un des grands lycées français, notamment en raison de ses classes préparatoires aux grandes écoles et de sa situation au centre de la capitale. Il compte parmi ses anciens élèves quatre présidents de la République et neuf Premiers ministres de la Ve République ainsi que huit prix Nobel et six médailles Fields.
Ses élèves sont parfois appelés « magnoludoviciens » (du latin Ludovicus Magnus, « Louis le Grand », surnom de Louis XIV) ; l'établissement est parfois désigné par le sigle LLG.

## Localisation
Le lycée Louis-le-Grand est situé dans le Quartier latin, au numéro 123 de la rue Saint-Jacques.
Ses bâtiments sont bordés par :
- la rue Saint-Jacques à l'ouest, ancien cardo maximus[3] de la ville gallo-romaine de Lutèce, chef-lieu des Parisii, qui sépare le lycée Louis-le-Grand du bâtiment historique de la Sorbonne ;
- la rue du Cimetière-Saint-Benoist au nord, séparant[4] le lycée du collège de France, qui donne sur la rue des Écoles ;
- l'impasse Chartière à l'est, séparant le lycée de la bibliothèque Sainte-Barbe, puis le bâtiment de la bibliothèque Sainte-Geneviève, qui donne sur la place du Panthéon ;
- la rue Cujas au sud, prolongée par la place du Panthéon, puis par la rue Clovis où se trouve le lycée Henri-IV.

## Histoire

### Période jésuite (1550-1762)

#### Fondation du collège (1550-1563)
Au début du concile de Trente (1545-1563), Guillaume Duprat (1507-1560), évêque de Clermont, rencontre Claude Le Jay (1504-1552), l'un des fondateurs de la compagnie de Jésus (1540) aux côtés d'Ignace de Loyola. Ils s'accordent sur la nécessité de réformer l'Église catholique pour mieux combattre la Réforme protestante, initiée en 1517 par Martin Luther. Pour les jésuites, l'enseignement est aussi un élément essentiel de ce combat.
En 1550, Duprat invite les jésuites à ouvrir un collège dans son hôtel particulier parisien. Il soutient financièrement cette fondation par un don de 6 000 livres, destiné à assurer la subsistance de six « pauvres escholiers ».
La fondation bénéficie de lettres patentes du roi[réf. nécessaire], mais ne reçoit pas d'autorisation formelle des autorités de l'université de Paris, alors qu'un collège est considéré comme une partie de l'université, précisément de la faculté des Arts, préalable obligatoire avant l'accès à une des trois autres facultés : droit, médecine, théologie.
L'établissement, le Collegium Societatis Iesu (« collège de la compagnie de Jésus »), ouvre ses portes le 1er octobre 1563. Il reçoit très vite le nom usuel de « collège de Clermont ».

#### Le conflit de 1564 avec l'université de Paris et ses suites (1564-1594)
Le succès dépasse toutes les espérances, les élèves se présentent en nombre et il faut agrandir le collège, en achetant et annexant les maisons mitoyennes de la rue Saint-Jacques.
En effet, les jésuites proposent une éducation moderne adaptée aux normes de l'éducation humaniste de l'époque ainsi que, ce qui est plus original, la possibilité à des élèves externes de recevoir (gratuitement) l'enseignement dispensé.
Très vite, les jésuites sont accusés de vouloir dépeupler les autres collèges parisiens. À cela s'ajoute l'hostilité d'inspiration gallicane envers un ordre qui est, selon la volonté de son fondateur, un instrument au service du pape.
À la rentrée 1564, le recteur de l'Université, Jean Prévot, interdit aux jésuites de rouvrir le collège. Un procès est engagé, auquel s'intéresse toute l'élite du royaume. En attendant une conclusion qui ne vient pas[réf. nécessaire], les Jésuites reçoivent[De qui ?] une autorisation provisoire d'enseigner, régime précaire qui va durer trente ans, période marqués par la crise politique des guerres de religion (1562-1598).

#### 1594-1603: interdiction des Jésuites en France
Le 27 décembre 1594, alors que la France est encore dans la huitième guerre de religion (1585-1598), le roi Henri IV, roi de Navarre et ancien chef du parti protestant devenu roi de France en 1589, récemment converti au catholicisme, est frappé d'un coup de couteau par un catholique partisan de la Ligue, Jean Châtel. L'enquête permet de découvrir que Châtel a été élève du collège de Clermont.
Malgré les dénégations de l'accusé, qui affirme être le seul coupable, le Parlement de Paris, cour de justice compétente, estime que les jésuites sont responsables de son crime. Jean Châtel est condamné à mort et exécuté le 29 décembre. La Compagnie de Jésus est interdite dans le royaume de France, ses membres sont bannis, le collège mis sous séquestre, les biens et les meubles vendus.
Henri IV décide alors d'installer la Librairie royale dans l'hôtel de Clermont, où elle va rester jusqu'en 1603.

#### 1603-1618: retour des Jésuites, mais sans autorisation d'enseigner
En 1603, le roi autorise les jésuites à revenir en France. Ils reprennent possession des bâtiments du collège en 1606, mais sans pouvoir y enseigner.
Un peu plus tard, ils reçoivent l'autorisation de donner un cours de théologie par semaine.
Ce n'est qu'après la mort d'Henri IV, assassiné par un fanatique catholique le 14 mai 1610, que des lettres patentes du 20 août 1610 donnent l'autorisation aux jésuites de rétablir le collège de Clermont dans toutes les branches de l'enseignement. Ces lettres patentes émanent, au nom du nouveau roi, Louis XIII, âgé de 9 ans, de son entourage, notamment de la régente Marie de Médicis.
Toujours hostile à la compagnie de Jésus, l'Université engage une action au Parlement de Paris qui, dans un arrêt du 22 décembre 1611, interdit aux jésuites d'enseigner à Paris.
Ce n'est que le 15 février 1618, que, conformément aux lettres patentes de 1610, la réouverture du collège est autorisée.

#### 1618-1762: du collège de Clermont au collège Louis-le-Grand

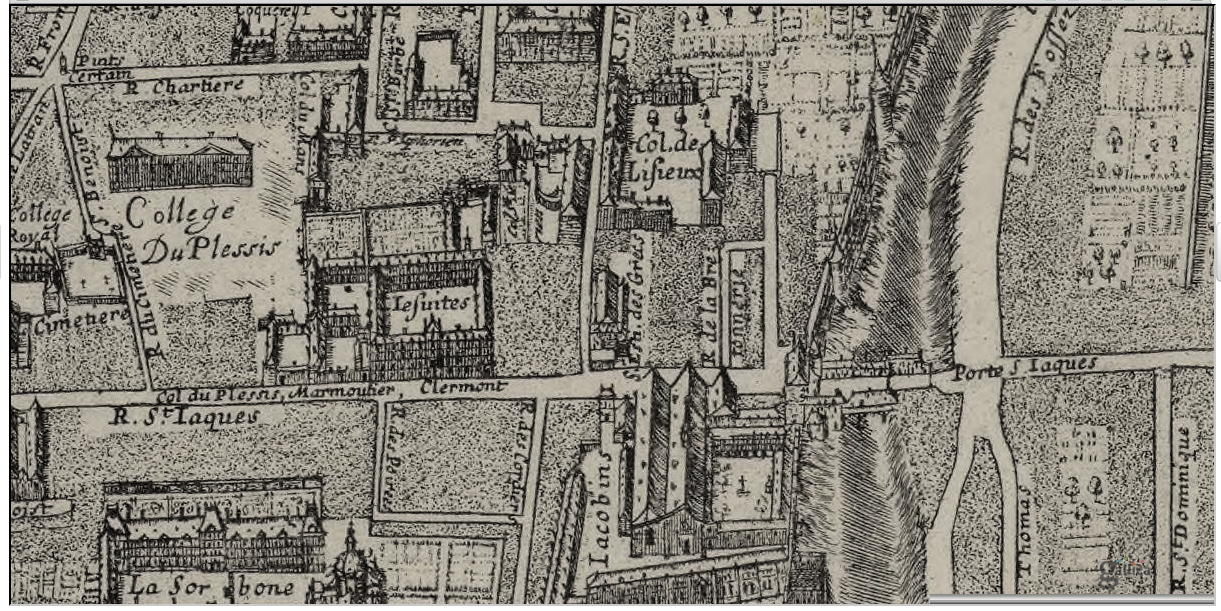
Le collège de Clermont en 1652, selon le plan de Gomboust.

Dès lors, bénéficiant de la protection du pouvoir royal, le collège de Clermont s'achemine, de 1618 à 1682, vers son apogée : en 1682, le Roi-Soleil lui accorde officiellement son patronage, l'établissement recevant le nom de Collegium Ludovici Magni (« Collège de Louis le Grand »), sans pour autant être formellement agréé par l'université de Paris.
Le collège donne un enseignement apprécié à plus de 3 000 élèves. Une organisation de l'enseignement secondaire est mise au point à cette époque, suivant le Ratio Studiorum des Jésuites, publié en 1599 par les jésuites du collège de Rome, fondé en 1551, avec une répartition des élèves en six classes de niveau, un découpage disciplinaire formalisé, l'apparition de cours de sciences[réf. nécessaire]. 
La musique tient une grande place dans l'éducation des élèves du collège de Paris. Marc-Antoine Charpentier (1643-1704) compose pour les Jésuites un grand nombre de ses œuvres. Le théâtre a aussi sa place : deux tragédies latines sont créées dans la cour du Mans neuf[pas clair], dans des mises en scène luxueuses, Celse martyr le 10 février 1687 et David et Jonathas en février 1688.

#### 1700: installation à Louis-le-Grand de l'école des interprètes
En 1669, Louis XIV et Colbert créent une École des jeunes de langues pour former des interprètes en turc, arabe et persan, afin de ne pas dépendre des interprètes locaux, les « truchements ». L'école est installée à Constantinople, près de l'ambassade de France. 
En 1700 est créée une classe devant recevoir des jeunes gens originaires de l'Empire ottoman, dits « Arméniens », locuteurs natifs de ces langues, que les jésuites du collège Louis-le-Grand sont chargés de former à la langue française. Mais ce système ne fonctionne pas correctement : en 1721, cette formation devient une classe de préparation ouverte à des élèves français, dont la formation doit s'achever à Constantinople. Les élèves sont souvent des enfants de diplomates ou de négociants opérant dans l'Empire ottoman.
Cette classe fonctionne à Louis-le-Grand jusqu'en 1873, date à laquelle elle est absorbée par l'École spéciale des langues orientales, fondée en 1795 (aujourd'hui Institut national des langues et civilisations orientales).

### Le collège sans les jésuites (1762-1790)

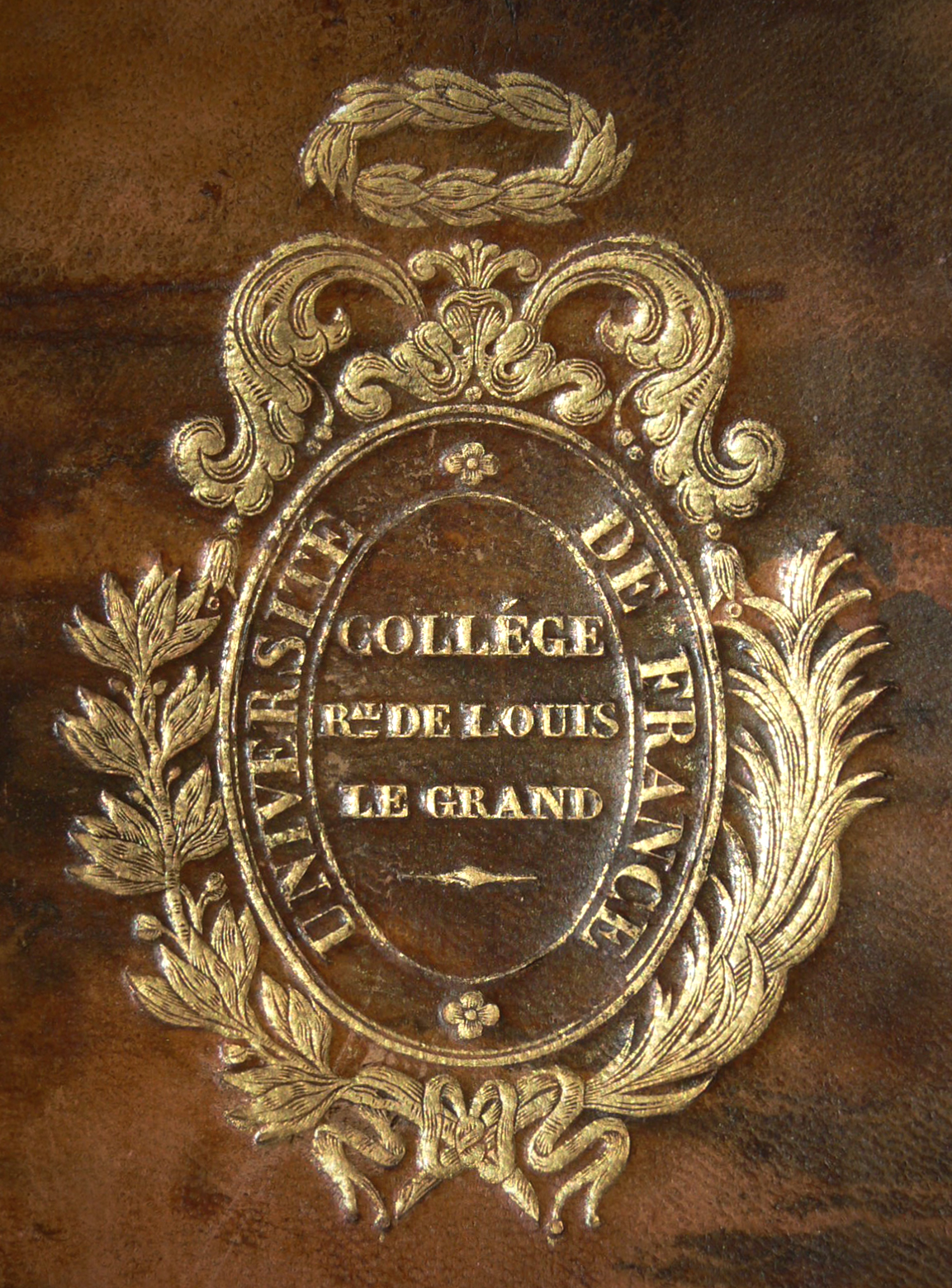
Armes du collège royal Louis-le-Grand sur un ouvrage de bibliothèque.

#### L'expulsion des jésuites (1762-1764)
L'année 1762 est marquée par un retournement de situation qui va amener à l'expulsion des jésuites du royaume de France. À la suite de la banqueroute du père Antoine Lavalette, la Compagnie de Jésus, que l'on a rendue responsable des dettes du père, porte l'affaire devant le Parlement de Paris, qui rend un arrêt en sa défaveur. 
Le 3 mai 1762, les jésuites sont expulsés du collège et leurs ennemis s'installent à leur place. 
Profitant de cette réorganisation, Louis-le-Grand est consacré « chef lieu de l'université de Paris » par le Parlement de Paris le 21 novembre 1763. Les parlementaires cherchent à réunir les vingt-huit petits collèges parisiens qui n'avaient plus assez de moyens financiers pour subsister : il s'agit des collège d'Arras, collège d'Autun, collège de Bayeux, collège de Beauvais (ou Dormans), collège de Boissy, collège des Bons-Enfants, collège de Bourgogne, collège de Cambrai, collège des Cholets, collège de Cornouaille, collège de Dainville, collège des Dix-Huit (ou de Notre-Dame), collège Fortet, collège de Hubant (ou de l’Ave Maria), collège de Justice, collège de Laon, collège du Mans, collège de maître Gervais, collège Mignon (ou Grandmont), collège de Narbonne, collège de Presles, collège de Reims, collège Sainte-Barbe, collège Saint-Michel (fondé par les familles Chanac et la famille du marquis de Pompadour), collège de Séez, collège de Tours, collège de Tréguier, collège du Trésorier. Cette réunion concerne donc les revenus des collèges, mais aussi leurs biens (dont archives et bibliothèque).
En 1764, la compagnie de Jésus est intégralement bannie du royaume de France. 
Louis XV est considéré comme le second fondateur du collège : l'établissement obtient de mettre sur son sceau les armes royales, d’azur aux trois fleurs de lys d’or. Sur la grande porte sont désormais sculptées les effigies de Louis XIV et de Louis XV.

#### Reprise du conflit avec l'université de Paris
Bien qu'il partage avec le recteur[pas clair] les vastes locaux de la rue Saint-Jacques, le nouveau principal décide d’entreprendre une révolution pédagogique qui va relancer la guerre avec l’université de Paris. En 1766, il institue le concours de l'agrégation, qui est testé d’octobre à décembre à Louis-le-Grand. Allant plus loin encore, il organise dans les locaux du collège royal une École normale préparant à l’agrégation.
Une bibliothèque est constituée à partir de 1770 dans les locaux à partir de celle du recteur Jean-Gabriel Petit de Montempuis, des livres qui étaient déjà sur place dans le collège et des bibliothèques des collèges rattachés : l'ensemble forme l'embryon de la future Bibliothèque de la Sorbonne.
Ulcérée par ce nouvel attentat contre ses franchises séculaires[réf. nécessaire], l’université de Paris se déchaîne en une guerre de douze années, avant de rendre les armes en 1778[réf. nécessaire].
Pendant ce temps, le collège traverse victorieusement toutes les campagnes menées contre lui devant l’opinion[réf. nécessaire] ; le nombre de boursiers passe de 465 en 1781 à 494 en 1788, puis 550 en 1789. À cette époque, les élèves restent au collège pour toute la durée de leurs études : après le baccalauréat, ils ont la possibilité de choisir entre la préparation de l’agrégation, les études de médecine, les études de droit et celles de théologie.
C’est ainsi que le jeune Robespierre, entré en qualité de boursier à l’âge de onze ans, quitta le collège à vingt-trois ans muni de son diplôme d’avocat et récompensé pour ses brillantes études par un prix exceptionnel de 600 livres.

### À partir de 1789

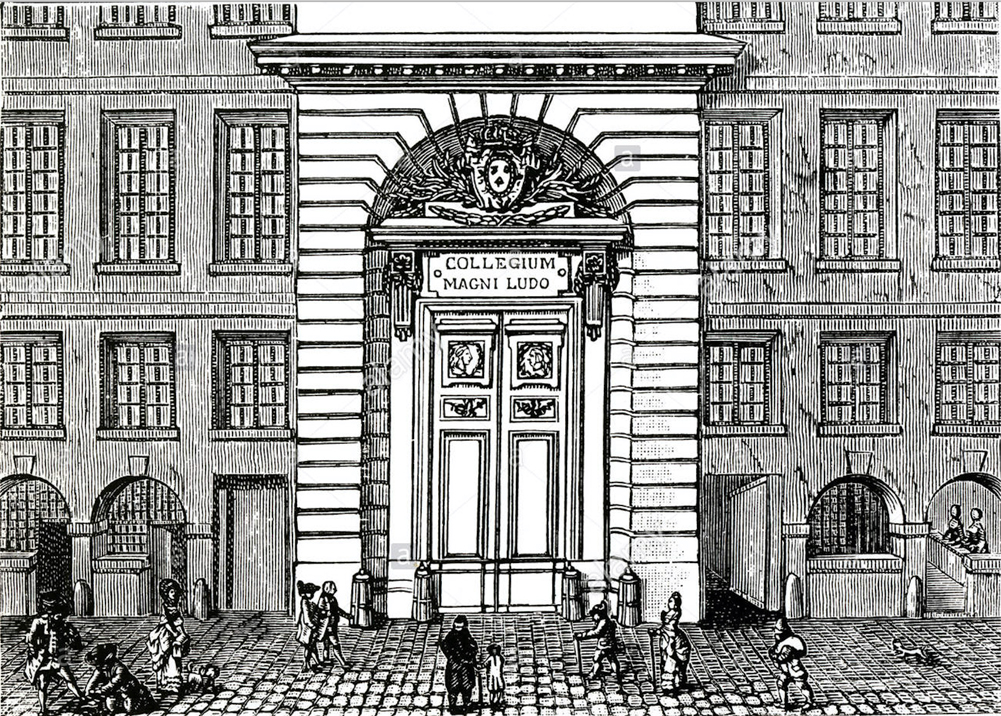
Le collège royal Louis-le-Grand vers 1789.

#### Le collège sous la Révolution française (1789-1799)
En 1789 commence une période de turbulences politiques, lorsque l'assemblée des états généraux devient l'Assemblée nationale constituante (9 juillet), mettant fin à l'Ancien Régime (4 août) et à la monarchie absolue (6 octobre).
Le collège traversera, avec des hauts et des bas, les vicissitudes de cette période, un cas unique en France pour ce type d'établissement[réf. nécessaire], sous la houlette des proviseurs Denis Bérardier (1735-1794), grand-maître temporel[pas clair] et membre de l'Assemblée nationale constituante, puis de Jean-François Champagne (1751-1813), ancien élève d'origine modeste (boursier), devenu professeur puis proviseur, qui restera en fonction jusqu'en 1810. 
En juillet 1792, après la déclaration de guerre de la France à l'Autriche (22 avril), la ferveur patriotique enflamme les étudiants bénéficiant d'une bourse d'études. Cent cinquante d’entre eux se portent volontaires lorsque l'Assemblée législative proclame « la Patrie en danger » (11 juillet), alors que les armées autrichienne et prussienne ont passé la frontière en Lorraine. Certains de ces « volontaires de 92 » passeront plusieurs années sous les drapeaux de la République.[réf. nécessaire] (en effet, l'année suivante, en février 1793, le gouvernement institue la conscription, c'est-à-dire le service militaire obligatoire).

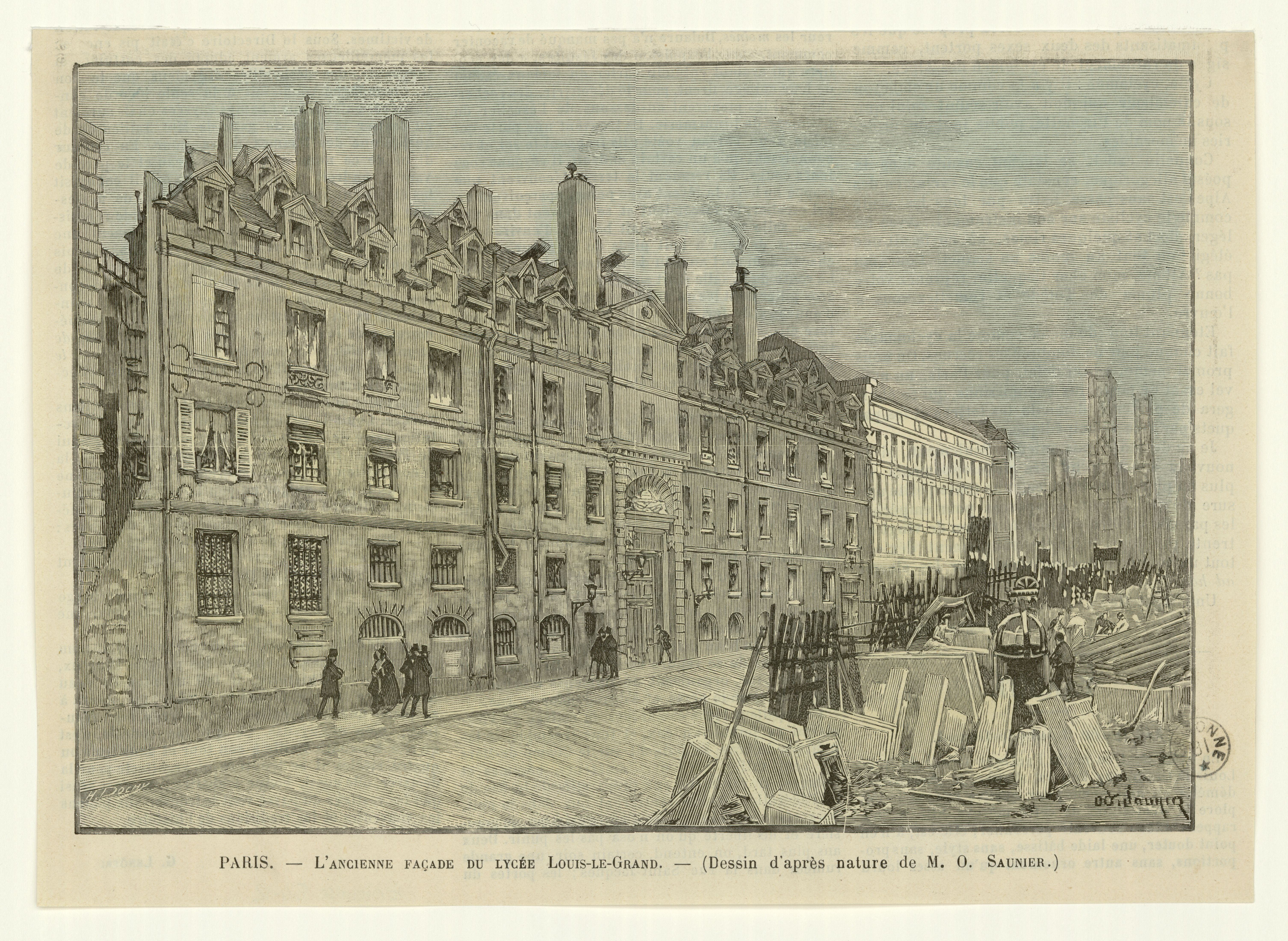
Octave Saunier, L'ancienne façade du lycée Louis-le-Grand (Bibliothèque interuniversitaire de la Sorbonne).

Sous la Première République, proclamée par la Convention nationale le 21 septembre 1792, le collège est rebaptisé « collège Égalité ». En 1793 et 1794, alors que la France est menacée par les armées de la première coalition, une partie des locaux du collège est occupée par trois mille soldats, puis utilisée comme prison[réf. nécessaire], où les victimes de la Terreur attendent leur jugement (et, souvent, leur départ pour l'échafaud). Les livres sont transférés au « dépôt Louis-la-Culture » (l'église Saint-Paul-Saint-Louis), puis, après la chute de Robespierre (9 thermidor an II/27 juillet 1794) et la fin de la Terreur, reviennent progressivement à partir de 1796.
Le 15 septembre 1793, la Convention supprime toutes les universités de France. Un décret du 7 ventôse an III (25 février 1795) crée des écoles centrales (départementales) et indique que « en conséquence de la présente loi, tous les anciens établissements consacrés à l’instruction publique sous le nom de collèges sont et demeurent supprimés dans toute l’étendue de la République ». Le collège Égalité est cependant maintenu en activité.
En 1797, il devient sous le nom de « Prytanée français » l'institut central des boursiers, regroupant ce qui reste des quarante collèges parisiens de l’Ancien Régime.

#### Sous le Consulat et le Premier Empire (1800-1814)
En 1801, le Premier Consul Napoléon Bonaparte rend visite à l'établissement, appelé « Collège de Paris » depuis la division du Prytanée en plusieurs collèges en 1800. 
En 1802, sur proposition du ministre de l’Intérieur Jean-Antoine Chaptal, l’établissement reçoit le titre de « lycée de Paris ». Premier établissement en France à recevoir ce titre de lycée, il devient en 1805 « Lycée impérial ».

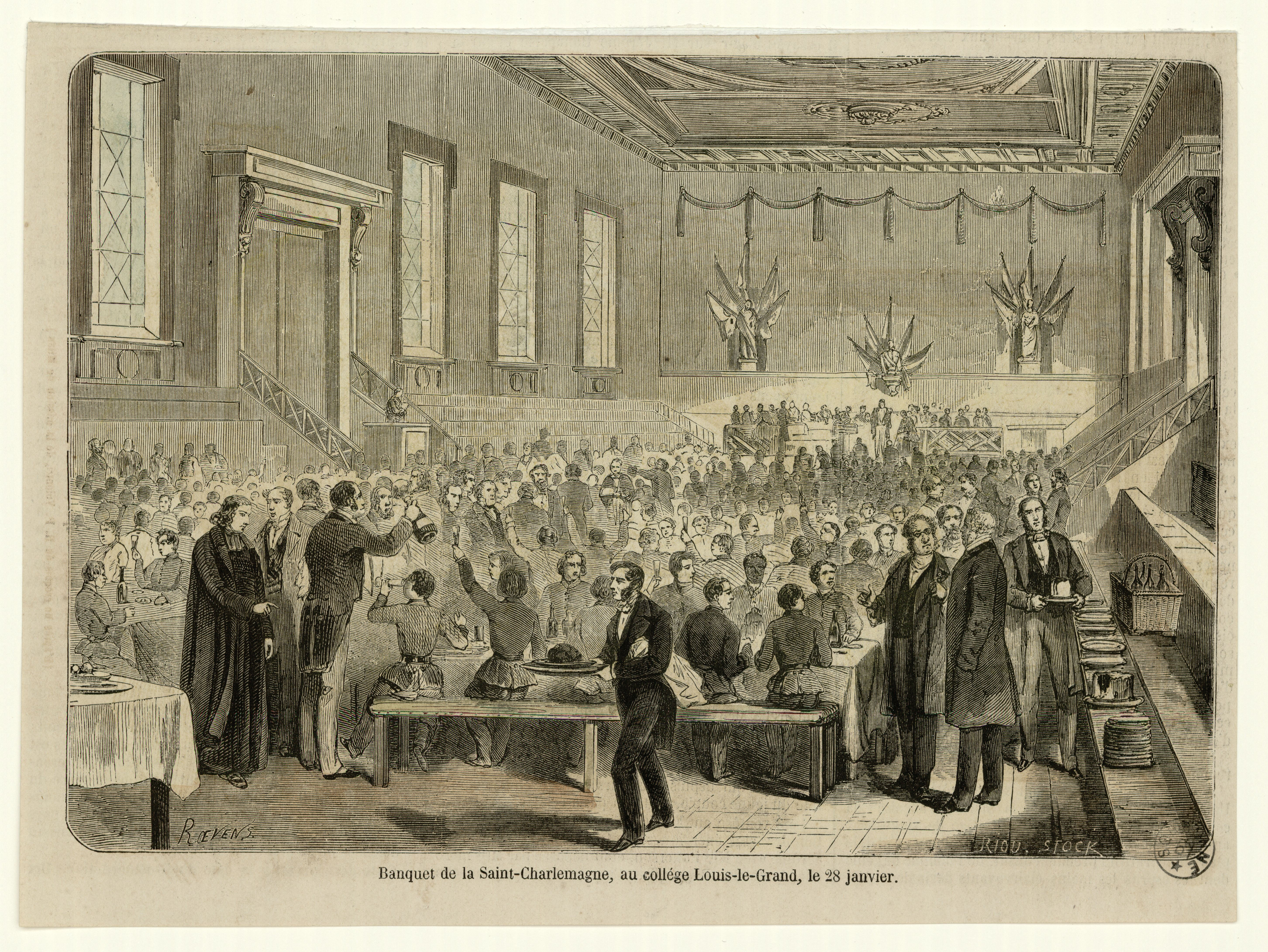
Banquet de la Saint Charlemagne, au collège Louis-le-Grand, le 28 janvier (Bibliothèque interuniversitaire de la Sorbonne).

#### De 1814 à 1870
La bibliothèque est déplacée à la Sorbonne à partir de 1823.
Après son introduction en France à partir de 1818 par Francisco Amorós, la gymnastique scolaire est enseignée à Louis-le-Grand à partir de 1829.
Les journées de juin 1848 font disparaître l’adjectif royal puis reparaître le titre de lycée. Un bref moment, élèves et maîtres demandent au gouvernement de baptiser leur établissement lycée national. Ils ne sont pas écoutés ; on préfère à cette appellation le nom de lycée Descartes.
Dès 1849, cependant, un arrêté ministériel rétablit l’ancien titre : « lycée Louis-le-Grand ». Le Second Empire en fait le « lycée impérial Louis-le-Grand ». 

#### Sous la Troisième République (1870-1940)
Rebaptisé par la municipalité de Paris, de 1870 à 1873, « lycée Descartes », l’établissement redevient « lycée Louis-le-Grand » en mars 1873. On peut d'ailleurs noter que les deux nomenclatures Louis le Grand et Louis-le-Grand sont valables.
À la rentrée 1880, notamment à cause du trop grand nombre de nouveaux d'élèves, le lycée est contraint d'installer des baraquements dans la cour.
Ensemble de bâtiments disparates délabrés, situé au milieu d'une zone dense, obligé d'avoir recours à des annexes (petits lycées) qui acquièrent rapidement leur indépendance (lycée Michelet de Vanves en 1864 et lycée Michelet de Paris en 1891), le lycée Louis-le-Grand est reconstruit entre 1885 et 1888. Ces travaux permettent aussi d'élargir la rue Saint-Jacques et la rue Cujas adjacentes, recouvrant ainsi en partie l'emplacement de l'ancien collège des Cholets (fermé en 1763), dont le terrain avait été absorbé dès 1822. La nouvelle façade, due à l'architecte Charles Le Cœur, substitue à l'ancienne porte en chêne cinq grandes ouvertures vitrées.
En parallèle, le lycée obtient de la Sorbonne, reconstruite au même moment, le percement de la galerie Gerson, juste en face du lycée, afin d'éviter à ses élèves d'avoir à faire le tour de la rue Saint-Jacques pour gagner l'université. Souhaitant comme bien d'autres établissements éviter l'agitation de la rue, il participe à faire échouer en 1906 un projet de tramway électrique qui devait remonter la rue Saint-Jacques. Encore au début des années 2000, aucun bus n'emprunte le tronçon situé devant le lycée.
En mars 1883, réagissant à l'exclusion d'un de leurs camarades, des élèves commettent des actes de vandalisme au sein du lycée (dortoirs saccagés, vitres brisées, etc.). L'affaire est médiatisée dans la presse, les dégâts sont évalués à 20 000 francs et une centaine d'élèves finit par être exclue.
Le 24 mars 1918, durant la Première Guerre mondiale, un obus lancé par la Grosse Bertha explose dans le lycée Louis-le-Grand situé au no 123 rue Saint-Jacques.

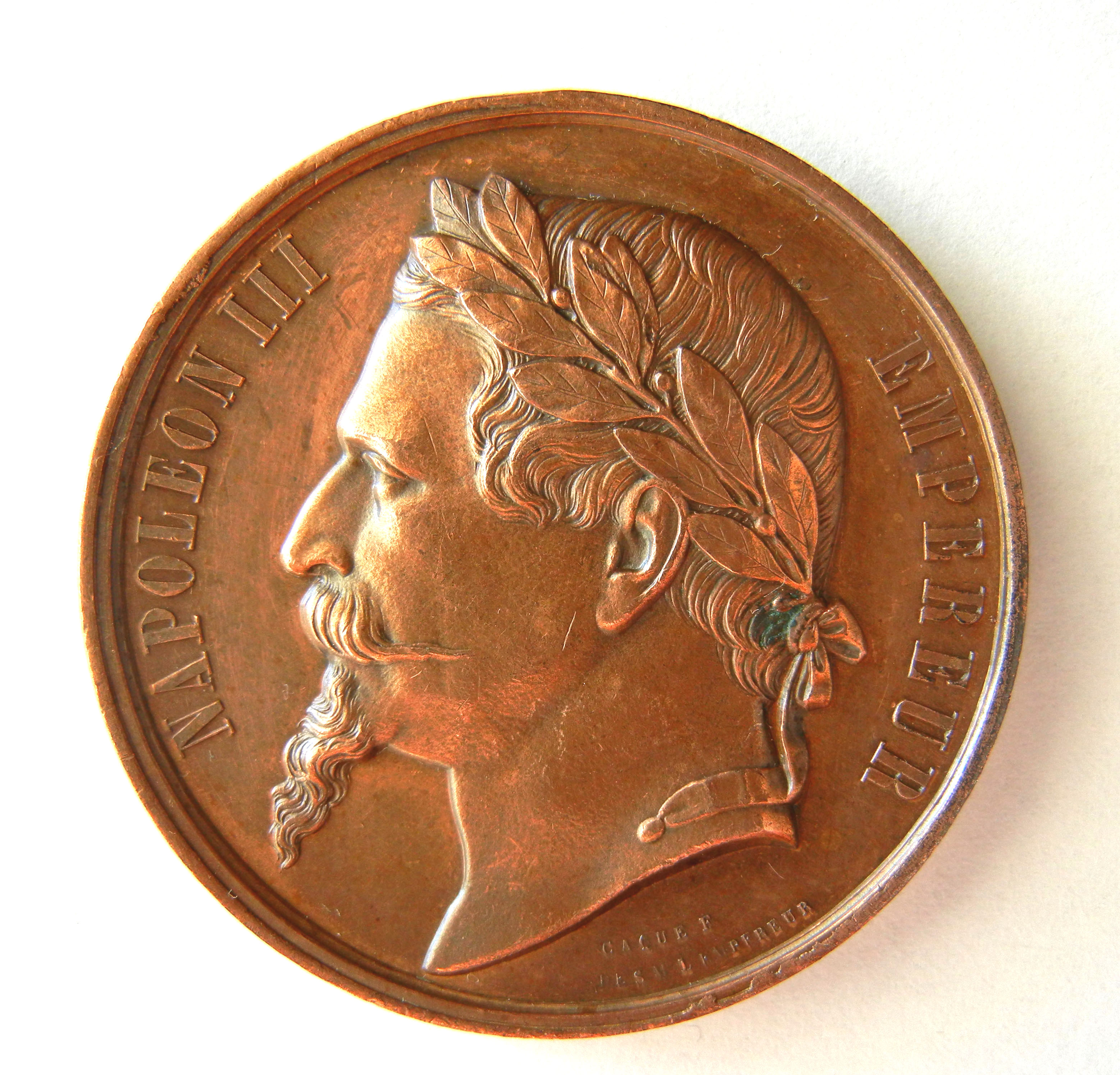
Médaille Napoléon III empereur, Lycée impérial Louis-le-Grand (1862) Graveur : Armand Auguste Caqué, avers.
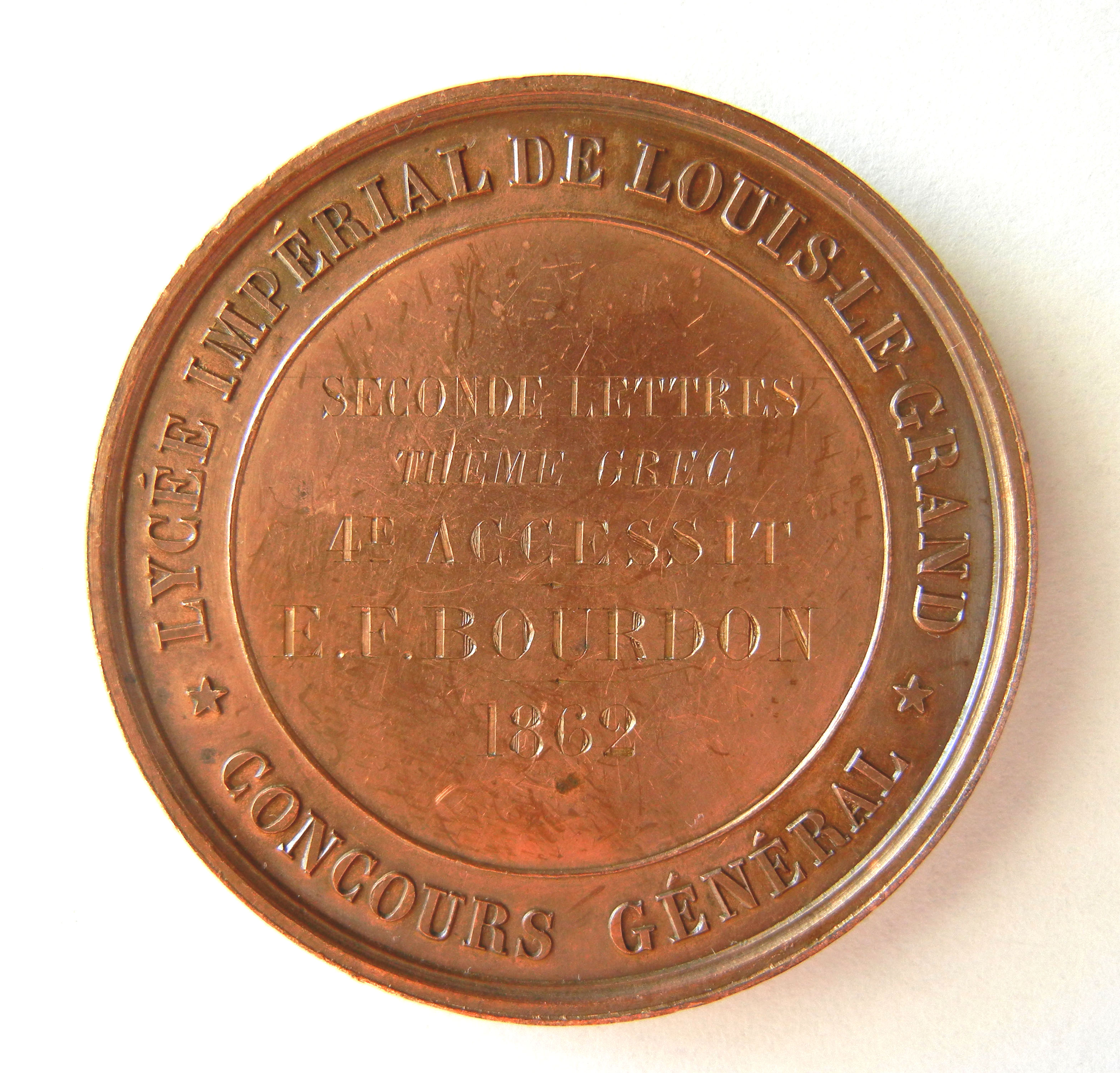
Médaille Napoléon III empereur, Lycée impérial Louis-le-Grand (1862) Graveur : Armand Auguste Caqué, revers.
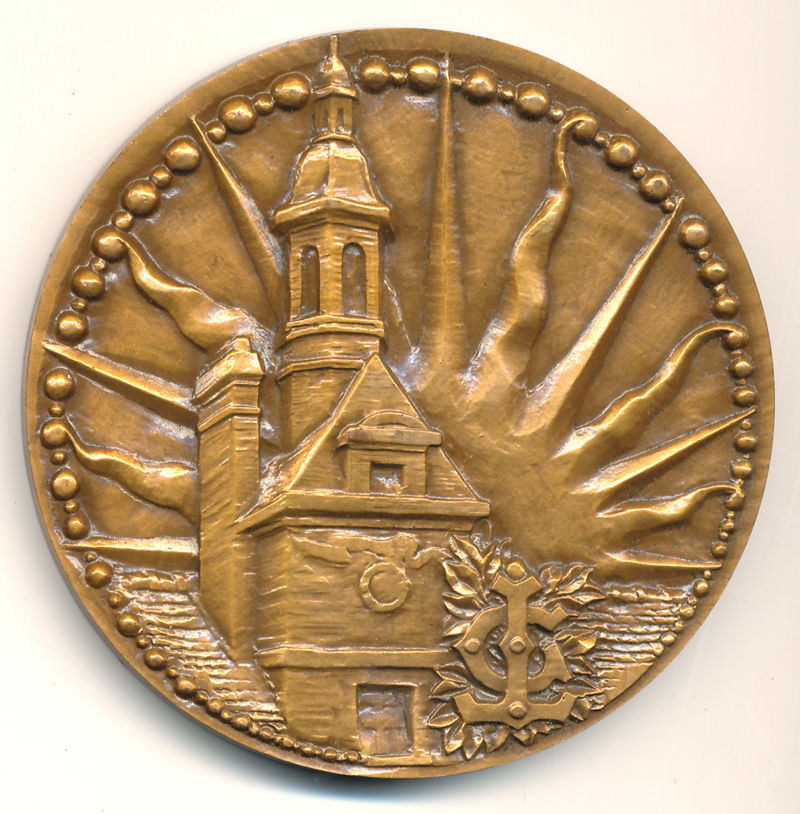
Médaille en bronze, 68 mm, signée Laviolle, éditée pour le 4e centenaire de l'école, en 1962. Avers.
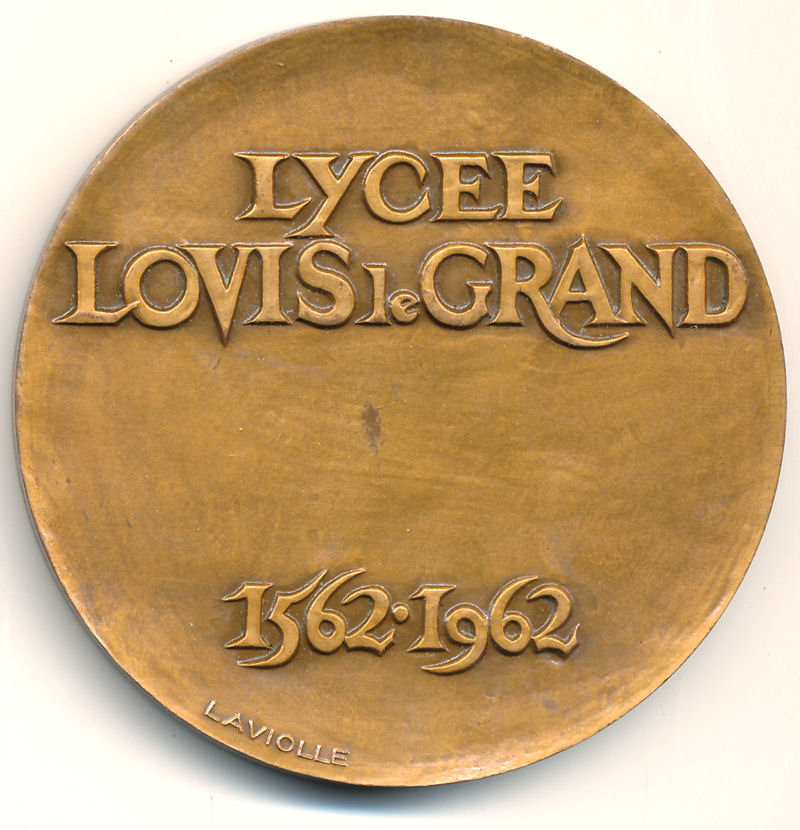
Médaille en bronze, 68 mm, signée Laviolle, éditée pour le 4e centenaire de l'école, en 1962. Revers.

### Le lycée depuis la Seconde Guerre mondiale

#### Années 1960 et mai 68
Dans les années 1960, des élèves du lycée participent au mouvement contre la guerre du Vietnam, souvent animé par des fils de résistants. Parmi eux se trouvent deux des leaders du mouvement lycéen de Mai 68, Maurice Najman et Michel Recanati, qui déclenchent des heurts avec l'extrême droite au Quartier latin. Des manifestations et contre-manifestations ont lieu presque quotidiennement. Populaires chez une partie de la jeunesse des lycées du Quartier latin, elles servent à recruter des lycéens. Parmi eux Jean-Paul Cruse, fils d'un résistant, racontera que le comité Vietnam de base de Louis-le-Grand, où il est élève avec Antoine de Gaudemar, plus tard cofondateur de Libération, regroupait 150 élèves. 
Le 18 mai 1968, l'assemblée générale des Comités d'action lycéens (CAL) a lieu au lycée Louis-le-Grand.[réf. nécessaire]
Après Mai 68, l'agitation persiste dans de nombreux lycées, y compris à Louis-le-Grand. L'année scolaire 1968-1969 est la plus agitée de cette période : réunions, édition d'affiches et de tracts, grèves, graffitis, comme celui présent à l'entrée de la salle des professeurs : « Salle des chiens de garde de la bourgeoisie »[réf. nécessaire]. L'essai École nous t’aimons, école nous te détestons apporte le témoignage d’un ancien élève du lycée sur cette période. 
Le 23 avril 1969, Jean Tiberi, député gaulliste, est agressé par des militants du CAL Louis-le-Grand,. 
Le 3 mai 1969, Le Monde recense 34 militants des CAL exclus en région parisienne. 
Le 15 janvier 1970, la police intervient dans le lycée.[réf. nécessaire]

## Dénomination
Au fil de son histoire, le lycée a porté plusieurs noms : lycée de Paris (1803-1804), lycée impérial (1804-1814), collège royal Louis-le-Grand (1814-1848), lycée Descartes (1848-1849), lycée puis lycée impérial Louis-le-Grand (1849-1870), lycée Descartes (1870-1873) et lycée Louis-le-Grand (depuis 1873).

## Le lycée aujourd'hui

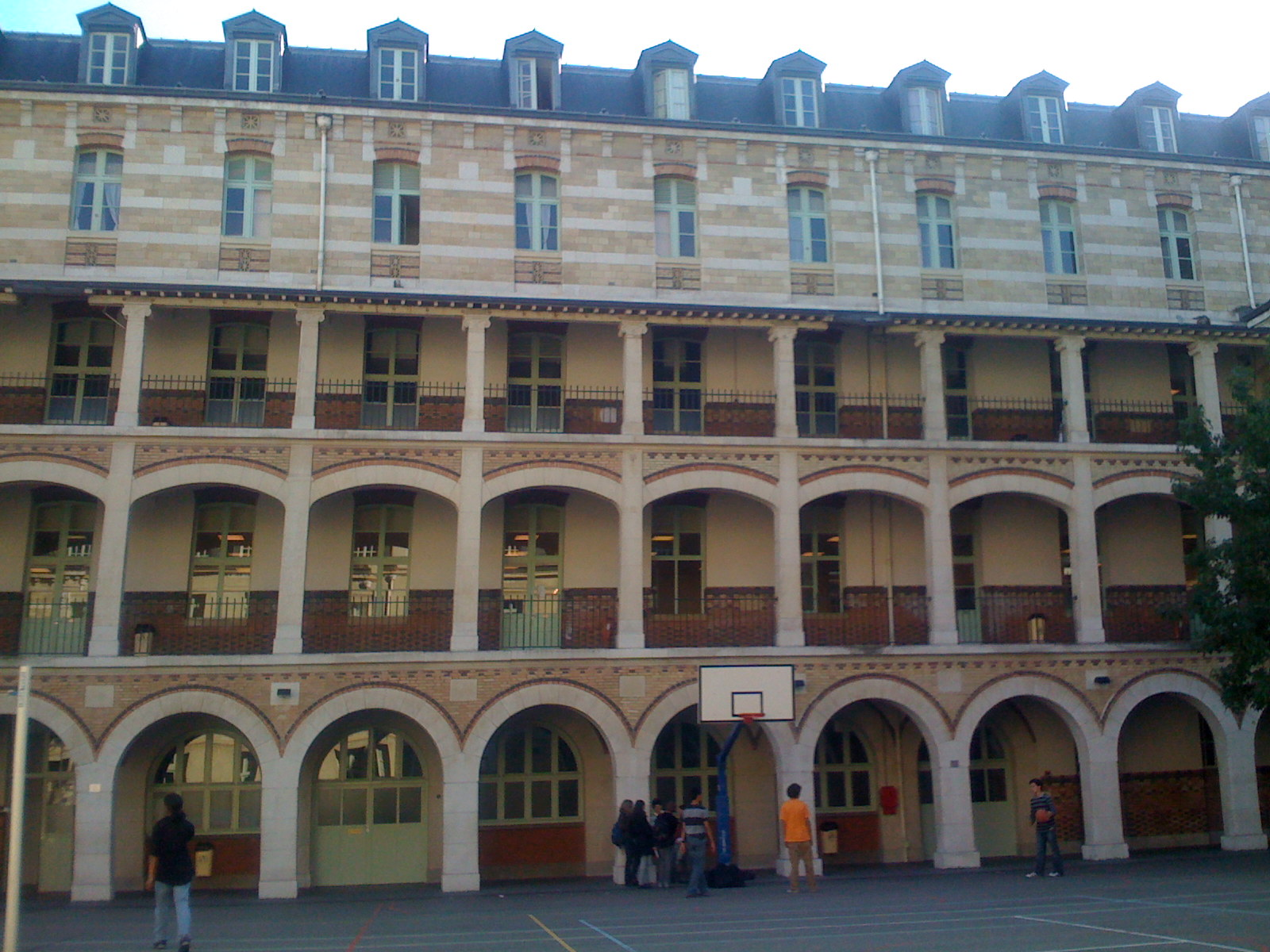
Le bâtiment de la cour Victor-Hugo du lycée Louis-le-Grand.

### Situation actuelle
Depuis le début du XXe siècle, le lycée Louis-le-Grand a connu d'importants travaux. 1995 marque le début d'une vaste entreprise de rénovation qui donne au lycée son aspect actuel.
Le lycée, dirigé par Joël Bianco depuis 2020, accueille plus de 1 800 élèves (environ 920 élèves en secondaire et 900 élèves en classes préparatoires (CPGE)). Parmi les classes préparatoires, les classes scientifiques regroupent 60 % des élèves CPGE, tandis que les classes littéraires représentent 25 % et les classes commerciales 15 % des élèves. Presque 10 % des élèves sont de nationalité étrangère (on compte plus de 40 nationalités différentes, en particulier dans les sections du secondaire dites européenne et orientale). Le lycée est également doté d'un internat d'une capacité d'accueil de 339 élèves, garçons et filles, inscrits en classes préparatoires.

### Classes
Le lycée Louis-le-Grand compte une quarantaine de classes, principalement scientifiques ; il y a environ 920 élèves répartis dans 25 classes pour le second cycle et environ 900 étudiants répartis dans 21 classes préparatoires aux grandes écoles.
En seconde, on dénombre sept classes ; on trouve en option le grec ancien et le latin. En première et en terminale, il y a chaque fois huit classes inscrites pour le bac général, majoritairement scientifiques (les spécialités Mathématiques et Physique-Chimie prédominent parmi les choix des élèves), les classes de premières étant généralement regroupées selon la troisième spécialité, ainsi qu'une classe technologique scientifique en filière STI2D. En première comme en terminale, les élèves sont répartis sans réelle distinction de leur niveau, à l'exception de la première et terminale 1, pour laquelle les élèves doivent candidater, traditionnellement considérée comme une classe « d'élite »[réf. nécessaire] (notamment en mathématiques où les élèves suivent un programme particulièrement poussé) ; la S6, qui va de la seconde à la terminale, est une section européenne. Elle comprend quatre heures d'enseignement renforcé en LV1-Anglais et une heure de SVT en anglais, en plus par semaine.
Il existe aussi depuis 2007 une section orientale chinoise dans laquelle entrent de droit tous les élèves qui étudient le chinois en LV2 ou en LV1. Les élèves de cette section sont dispersés sur plusieurs classes et se retrouvent pour les cours de chinois. On distingue un groupe scolaire normal destiné à ceux qui ont démarré l’apprentissage du chinois en 5e et un groupe avancé pour ceux qui ont déjà une bonne pratique de la langue. Les élèves suivent de plus 1 h/semaine de mathématiques en chinois ; cet enseignement est déconnecté des cours habituels de mathématiques. Cela permet d’approfondir l’étude de la langue et de s’initier au vocabulaire scientifique en chinois ; il débouche en terminale sur une épreuve orale optionnelle au baccalauréat que les élèves obtiennent avec la mention « orientale chinoise ».
Après la réforme du lycée, les enseignements de spécialité enseignés au lycée sont : 
- histoire géographie, géopolitique et sciences politiques (HGGSP);
- humanités, littérature et philosophie (HLP) ;
- langues, littératures et cultures étrangères (anglais, dite "LLCE") ;
- mathématiques ;
- numérique et sciences informatiques (NSI) ;
- physique-chimie ;
- sciences de l’ingénieur (SI) ;
- sciences de la vie et de la Terre (SVT) ;
- sciences économiques et sociales (SES).

En ce qui concerne les classes préparatoires aux grandes écoles, le lycée accueille en filière scientifique en première année trois classes en filière MPSI, deux en PCSI et une en MP2I et en seconde année 4 classes en MP (3 en MP* et 1 en MP), 1 en MPI*, 3 enPC* et une en PSI*. La MPI*, qui est une filière récente, a pris la place d'une ancienne MP* à la rentrée 2022. On enseigne aussi dans le lycée la filière littéraire (deux lettres supérieures — hypokhâgnes — et deux premières supérieures — khâgnes — A/L classique) et la filière économique ECS (première et deuxième année).

### Musée scientifique
Lors d'une rénovation des locaux dans les années 1970, Pierre Provost, alors professeur agrégé de sciences physiques au lycée, a eu l'idée visionnaire pour l'époque, de préserver l'ancien matériel expérimental des laboratoires de sciences physiques (aussi bien celui qui servait pour les recherches des enseignants que celui qui avait un rôle didactique).

### Maison des Lycéens
Pour promouvoir les clubs, soutenir des actions lycéennes et mettre en place des réunions culturelles et des festivités, une organisation à but non lucratif, la Maison des Lycéens du lycée Louis-le-Grand ou MDL Louis-le-Grand, a été mise en place à la rentrée 2013-2014. Cette association, dont le fonctionnement est assuré par les élèves eux-mêmes, a pour principal objectif de permettre à ceux qui le souhaitent, qu'ils soient étudiants ou bien membres de la communauté éducative, de concourir à la vie du lycée dans les domaines culturels, sociaux et sportifs, au travers d'actions diverses et variées. La Maison des Lycéens accompagne notamment la création théâtrale au lycée : chaque année, plusieurs pièces sont montées en autonomie par les élèves et présentées à la fin de l'année scolaire dans l'amphithéâtre Patrice Chéreau. Elle travaille souvent de pair avec le Conseil des délégués pour la vie lycéenne du lycée Louis-le-Grand.

### Cycle pluridisciplinaire d'études supérieures
Depuis 2023, une partie du Cycle pluridisciplinaire d'études supérieures (CPES) de PSL se déroule à Louis-le-Grand. Il s'agit du parcours Sciences des Données, Arts et Cultures, nouveauté du Collège PSL. 
La première année se déroule au lycée, et le reste de la formation s'effectue principalement dans les établissements de PSL du Quartier latin : lycée Henri-IV, École normale supérieure, École des Mines, ESPCI, etc.

## Quelques chiffres

### Classement du lycée
En 2017, le lycée se classe 6e sur 109 au niveau départemental quant à la qualité d'enseignement, et 18e au niveau national. Le classement s'établit sur trois critères : le taux de réussite au bac, la proportion d'élèves de première qui obtient le baccalauréat en ayant fait les deux dernières années de leur scolarité dans l'établissement, et la valeur ajoutée (calculée à partir de l'origine sociale des élèves, de leur âge et de leurs résultats au diplôme national du brevet).
En 2018, Louis-le-Grand est classé 3e meilleur lycée de France selon le classement annuel Le Figaro Étudiant. En 2023, il est classé meilleur lycée de France selon la même source.[pertinence contestée]
| Source             | 2017 | 2018 | 2019 | 2020 | 2021 | 2022 | 2023 |
| ------------------ | ---- | ---- | ---- | ---- | ---- | ---- | ---- |
| Le Figaro Étudiant |      | 3e   | 27e  |      |      |      | 1e   |
| L'Étudiant         |      |      |      |      |      |      |      |
| L'Express          | 12e  | 12e  |      |      |      |      |      |
| Le Parisien        |      |      |      |      |      |      | 5e   |

### Le concours général
Dès la création du concours général en 1744, le lycée Louis-le-Grand y obtient d’excellents résultats. Par exemple, Baudelaire obtint un prix dans la composition de vers latins.
En 2022, le lycée Louis-le-Grand est le lycée le plus primé avec 25 récompenses.
|                    | 2001 | 2002 | 2003 | 2004 | 2005 | 2006 | 2007 | 2008 | 2009 | 2010              |
| ------------------ | ---- | ---- | ---- | ---- | ---- | ---- | ---- | ---- | ---- | ----------------- |
| Nombre de lauréats | 11   | 13   | 16   | 16   | 18   | 10   | 21   | 13   | 8    | 10                |
|                    | 2011 | 2012 | 2013 | 2014 | 2015 | 2016 | 2017 | 2018 | 2019 | 2020              |
| Nombre de lauréats | 24   | 21   | 19   | 24   | 17   | 12   | 20   | 28   | 26   | épreuves annulées |
|                    | 2021 | 2022 | 2023 | 2024 |      |      |      |      |      |                   |
| Nombre de lauréats | 18   | 25   | 18   | 26   |      |      |      |      |      |                   |

### Classement des CPGE
Le classement national des classes préparatoires aux grandes écoles (CPGE) se fait en fonction du taux d'admission des élèves dans les grandes écoles.
En 2023, L'Étudiant donnait le classement suivant pour les concours de 2022 :
| Filière | Élèves admis dans une grande école* | Taux d'admission* | Taux moyen sur 5 ans | Classement national |
| --- | ----------------------------------- | ----------------- | -------------------- | ------------------- |
| ECS | 39 / 46 élèves                      | 85 %              | 73 %                 | 2e sur 92           |
| Khâgne A/L | 17 / 104 élèves                     | 16 %              | 18 %                 | 4e sur 33           |
| MP / MP* | 90 / 188 élèves                     | 48 %              | 44 %                 | 1e sur 139          |
| PC* | 38 / 97 élèves                      | 39 %              | 33 %                 | 1e sur 108          |
| PSI* | 8 / 49 élèves                       | 16 %              | 19 %                 | 4e sur 122          |
| Source : Classement 2023 des prépas - L'Étudiant (Concours de 2022). * Le taux d'admission dépend des grandes écoles retenues par l'étude. En filières ECS, ce sont HEC, ESSEC, et l'ESCP. Pour les khâgnes, ce sont les 3 ENS et l'Ecole des Chartes. En filières scientifiques, ce sont les 4 ENS et Polytechnique. |                                     |                   |                      |                     |

## Direction
- Abbé Gardin du Mesnil (1764-1770)
- Abbé Poignard (1770-1778)
- Denis Bérardier (1778-1788)
- Jean-Louis Romet (1788-1791)
- Jean-François Champagne (1791-1810)
- Louis-Joseph Sermand (1810-1815)
- Louis Gabriel Taillefer (1815-1819)[39].
- François Christophe Malleval (1819-1823)[40].
- Nicolas Bertot (1823-1824)
- Pierre Laurent Laborie (1824-1830)
- Jules Amable Pierrot-Deseilligny (1830-1845)[41].
- Jacques Rinn (1845-1853)
- Bernard Forneron (1853-1856)[42].
- Jean-Baptiste Antoine Jullien (1856-1864)[43].
- Frédéric Jules Edmond Didier (1864-1868)
- Julien Girard (1868-1878)[44] ;
- Charles Gidel (1878-1892) ;
- Désiré Blanchet (1892-1895) ;
- Alexandre Gazeau (1895-1909) ;
- Georges Ferté (1909-1929) ;
- Émile Abry (1929-1931) ;
- Émile Berrod (1931-1938) ;
- Lucien Chattelun (1938-1941) ;
- Camille Gibelin (1941-1955) ;
- Boyé (1942-1944, intérim) ;
- Raymond Schiltz (1955-1968) ;
- Albert Praud (1968-1969) ;
- Paul Deheuvels (1969-1991) ;
- Yves de Saint-Do (1991-1997) ;
- Joël Vallat (1997-2012)[45] ;
- Michel Bouchaud (2012-2015)[46] ;
- Jean Bastianelli (2015-2020)[47],[48].
- Joël Bianco (depuis 2020)[49],[50]

## Personnalités liées au lycée

### Enseignants
Par ordre alphabétique :
- Henri Abraham
- Claude d'Abzac-Epezy
- Michel Alexandre
- Ferdinand Alquié
- Hubert Aupetit
- Jean Bagot
- Jules Barni
- Alexandre Beljame
- André Bellessort
- Denis Bérardier
- Georges Bidault
- Henri Bocquillon
- Alain Boissinot
- Casimir Bonjour
- Émile Borel
- Étienne Borne
- Pierre Bouillon
- Jean-Claude Bouquet
- Hubert Bourgin
- Auguste Burdeau
- Félicien Challaye
- René Castel
- Bernard Chambaz
- Marc-Antoine Charpentier
- François Châtelet
- Jean-Philibert Damiron
- Xavier Darcos
- Marcel Déat[51]
- Anne-Marie Delcambre
- Eugène Despois
- Constant Dubos
- Alain Etchegoyen
- Léon Feugère
- Philippe Forget
- Louis Gallouédec
- Auguste Geffroy
- Jean Gaston Darboux
- Rémy Knafou
- André Lagarde
- Louis Lavelle
- Henri-Léon Lebesgue
- Jules Lemoine
- Chrétien-Siméon Le Prévost d'Iray
- Michel Le Tellier
- Raymond Naves
- Jean-Luc Perez
- Lucien Poincaré
- Charles Porée
- Hippolyte Rigault
- Raoul Rochette
- Romain Rolland
- Eugène Rosseeuw Saint-Hilaire
- Paul Tuffrau
- André Warusfel

### Élèves

#### Hommes et femmes de lettres, philosophes
- Donald Adamson
- Alexandre Adler
- Alain-Fournier
- Armand Albert-Petit
- Auguste Angellier
- Georges Arnaud
- Jean-Henri Azéma
- Souleymane Bachir Diagne
- Charles Barbara
- Charles Barbier de Meynard
- Maurice Bardèche
- Roland Barthes
- Charles Baudelaire
- Émile Beaussire
- Joseph Bédier
- Frédéric Beigbeder
- Alain de Benoist
- Roger Bernard
- Lucien Bianco
- Marc Bloch
- Robert Brasillach
- Pierre Brossolette
- Ferdinand Brunetière
- Pierre Bourdieu
- Paul Bourget
- Eugène Burnouf
- Michel Butor
- Henry Carnoy
- Félix Castan
- René Castel
- Aimé Césaire
- Georges Chapouthier
- Patrice Chéreau
- Pierre-Robert de Cideville
- René Clair
- Paul Claudel
- Michel Cournot
- Jean-Loup Dabadie
- Léon Daudet
- Régis Debray
- Eva Barois de Caevel
- Émile Delavenay
- Jacques Derrida
- Jérôme Deschamps
- Denis Diderot
- Maurice Druon
- Oswald Ducrot
- Georges Dumézil
- Auguste Dupouy
- Émile Durkheim
- Claude Esteban
- Marcel Étévé
- René Étiemble
- Octave Feuillet
- Paul Fort
- Paul Gadenne
- Maurice de Gandillac
- Antoine Gandon
- Philippe Gaussot
- Théophile Gautier
- Georges Goyau
- Jean Guéhenno
- Paul Guth
- Louis Hachette
- Jean-Barthélemy Hauréau
- Victor Hugo
- Dominique Jamet
- Joseph Kessel
- Henri Laoust
- Valery Larbaud
- Lefranc de Pompignan
- Bernard-Henri Lévy
- Émile Littré
- René Lote
- Jean-François Lyotard
- Quentin Meillassoux
- Robert Merle
- Maurice Merleau-Ponty
- Pierre Michon
- Molière
- Dominique Pradelle
- Charles Péguy
- Bertrand Poirot-Delpech
- Charles Porée
- Cardinal de Retz
- Claude Ribbe
- Olivier Rolin
- Jacqueline de Romilly
- Romain Rolland, prix Nobel 1915
- Robert Rumilly
- Le marquis de Sade
- Philippe-Joseph Salazar
- Jean de Santeul
- Léopold Sédar Senghor
- Jean-Paul Sartre, prix Nobel 1964
- Pierre-Henri Simon
- Jean-René Suratteau
- Paul Tuffrau
- Alberto Velasco
- Joseph Vendryes
- Jean Wahl
- Voltaire
- Odon Vallet
- Jean-Pierre Vernant
- Paul Bénichou

#### Artistes
- Auguste Bartholdi
- Pierre Bonnard
- Gustave Caillebotte
- Edgar Degas
- Eugène Delacroix
- Claude Domec
- François Flameng
- Théodore Géricault
- André Hambourg
- François Joxe
- Fabien Lévy
- Georges Méliès
- Jacques Rigaut
- Lucien Simon
- Ludovic-Alexandre Vidal

#### Scientifiques
- Maurice Allais (prix Nobel d'économie 1983)
- Jean Claude Ameisen
- Henri Becquerel (prix Nobel de physique 1903)
- Jean Becquerel
- Eugène Belgrand
- Jean Bernard
- Irénée-Jules Bienaymé
- Alfred Binet
- Jean-Baptiste Biot
- Jean Cavaillès
- Michel Chasles
- Yves Colin de Verdière
- Paul Desains
- Émile Desvaux
- Hugo Duminil-Copin, médaille Fields 2022
- Charles Ferton
- Évariste Galois
- Eugène Goblet d'Alviella
- Daniel Gourisse
- Jacques Hadamard
- Félix d'Hérelle
- Ernest Malinowski
- Charles Hermite
- Soulaymane Kachani
- Laurent Lafforgue, médaille Fields 2002
- Gabriel Lamé
- Henri Lang
- Hervé Le Guyader
- Louis Leprince-Ringuet
- Pierre-Louis Lions (médaille Fields 1994)
- Benoît Mandelbrot
- Arthur Morin
- Paul Painlevé
- Charles Pellat
- Laurent Schwartz, médaille Fields 1950
- Jean-Claude Sikorav
- Georges Skandalis
- Cédric Villani (médaille Fields 2010)
- Claude Viterbo
- Étienne Wolff
- Jean-Christophe Yoccoz (médaille Fields 1994)
- Claude Hagège (médaille d'or du CNRS 1995)

#### Personnalités politiques
- Ridha Grira, ministre tunisien
- Kamel Ben Naceur, ministre tunisien
- Paul Biya, second président de la république du Cameroun
- Jacques Chirac, 22e président de la République française
- Maurice Couve de Murville, 3e Premier ministre français
- Michel Debré, 1er Premier ministre français
- Božidar Đelić, vice-président serbe
- Paul Deschanel, 11e président de la République française
- Camille Desmoulins, révolutionnaire français
- Édouard Drouyn de Lhuys, ministre des Affaires étrangères sous la IIe République et le Second Empire
- Charles François Dumouriez, général et ministre des Affaires étrangères
- Laurent Fabius, 9e Premier ministre français
- Valéry Giscard d'Estaing, 20e président de la République française
- Jean Jaurès, 1er président du Parti socialiste français
- Alain Juppé, 15e Premier ministre français
- René-Nicolas de Maupeou, chancelier et garde des Sceaux de France
- Aziz Mekouar, ambassadeur du Maroc, président du conseil d'administration de l’Organisation des Nations unies pour l'alimentation et l'agriculture
- Pierre Mendès France, 126e président du Conseil des ministres français
- Pierre Messmer, 5e Premier ministre français
- Alexandre Millerand, 12e président de la République française
- Milan Ier de Serbie, roi de Serbie
- Nicolas Ier de Monténégro, 1er roi de Monténégro
- Maurice Papon, ministre du Budget, condamné pour complicité de crimes contre l'humanité[52]
- Alain Poher, président de la République française par intérim
- Raymond Poincaré, 10e président de la République française
- Georges Pompidou, 19e président de la République française
- Michel Rocard, 11e Premier ministre français
- Léopold Sédar Senghor, 1er président de la république du Sénégal
- Maximilien de Robespierre, révolutionnaire français
- Louis Antoine de Saint-Just, révolutionnaire français
- Jean-Marie Le Guen, secrétaire d'État chargé des Relations avec le Parlement

#### Autres personnalités
- Pierre Anthonioz, militaire et diplomate[53]
- François Audouze, industriel
- François Annat, jésuite et recteur
- Pierre Alviset, résistant
- Bernard Barberon, résistant
- Philippe Boisse, escrimeur
- Thierry Breton, dirigeant d'entreprise
- Arthur Chassériau, collectionneur
- André Citroën[54], ingénieur et industriel
- Moncef Cheikhrouhou, économiste
- André Defline, ingénieur
- François Delimal, résistant
- Thomas Elek, résistant
- Louis Fréron, journaliste
- Pierre Fitremann, dirigeant d'entreprise
- Jean-Sébastien Jacques, dirigeant d'entreprise
- Gaston Juchet, designer industriel
- Rémy Knafou, géographe
- Jacques de Larosière, haut fonctionnaire
- Albert Larroquette, historien et géographe
- Mokhtar Latiri, ingénieur
- Émile-Guillaume Léonard, historien
- Robert Linhart, sociologue et philosophe
- Jacques Lusseyran[55], résistant
- André Michelin, ingénieur et industriel
- Jean-Charles Naouri, homme d'affaires
- Thomas Piketty, économiste
- Claude Poullart des Places, religieux
- Saint François de Sales, prélat
- Frédéric Saint-Geours, dirigeant d'entreprise
- Louis Vallin, général
- Jacques Vergès, avocat et militant
- André Weinfeld, réalisateur
- Kévin Tran, vidéaste et auteur

## Galerie

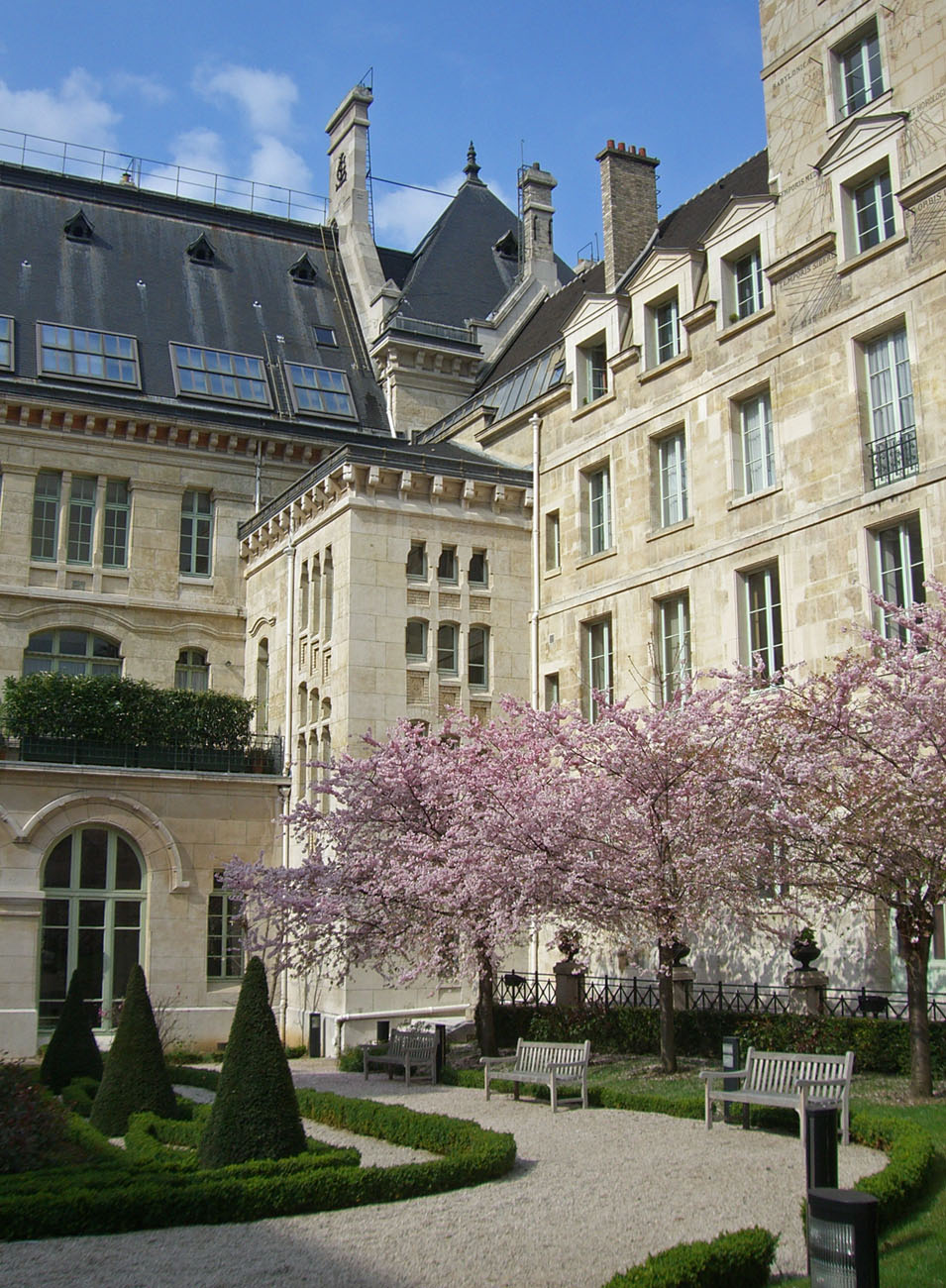
La cour d'honneur du lycée au mois de mars.
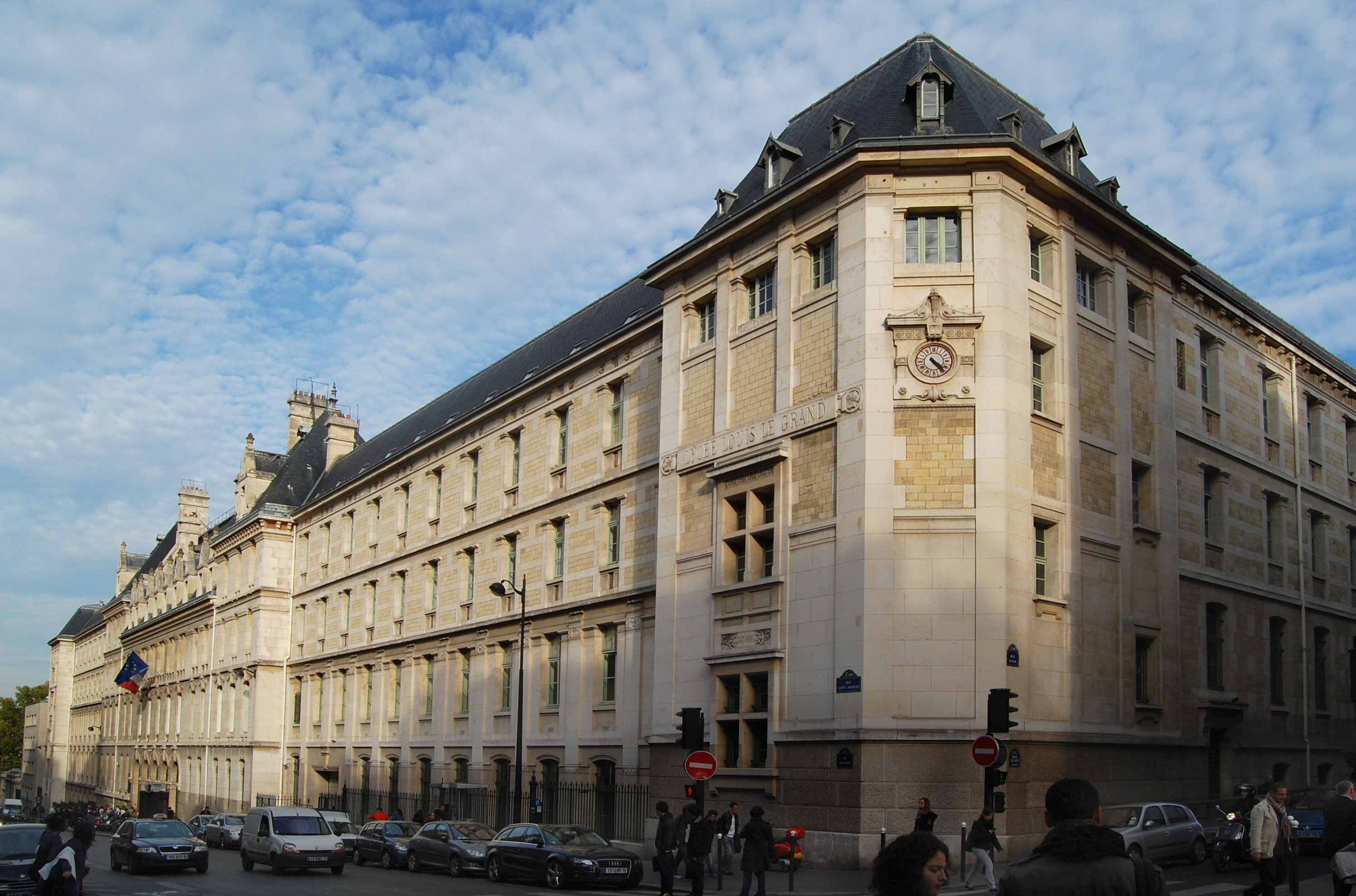
Le lycée Louis-le-Grand, rue Saint-Jacques et début de la rue Cujas.
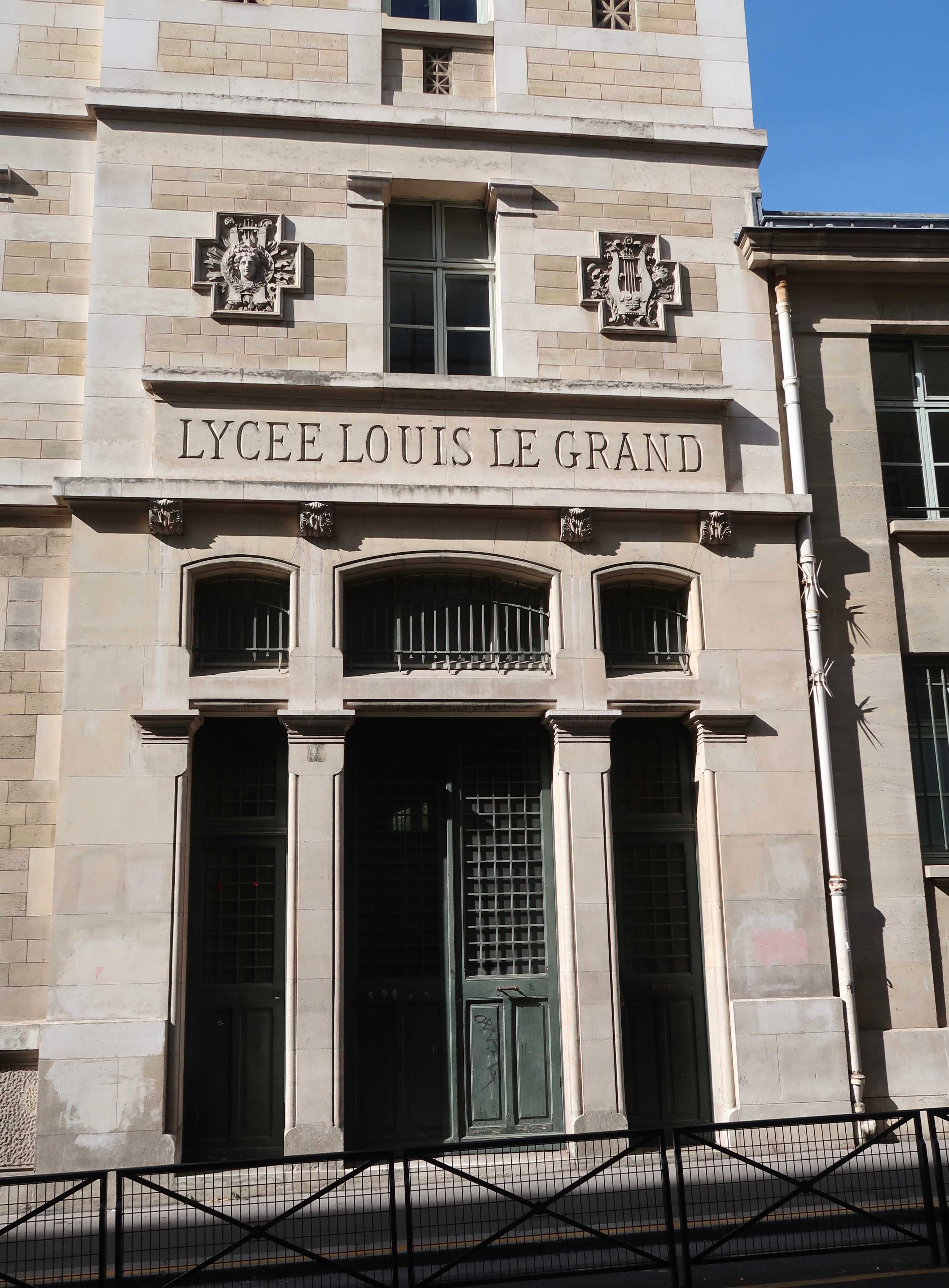
Entrée secondaire du lycée, rue Cujas.

## Dans la culture populaire
Dans le film La Gifle (1974), le père d'Isabelle, joué par Lino Ventura, est professeur de géographie au lycée Louis-le-Grand. Une scène le montre arpentant le corridor de la cour Molière et donnant cours dans une des grandes classes du rez-de-chaussée, où les élèves sont en grève.
En 2014, une séquence du film Les Trois Frères : Le Retour est tournée au lycée Louis-le-Grand. Didier Bourdon, alors vendeur par correspondance de jouets sexuels, fait croire à son entourage qu'il est professeur de philosophie dans cet établissement. Son frère, Bernard Campan, lui donne rendez-vous après un supposé cours, pensant qu'il travaille réellement là-bas. On y découvre Didier sortir du lycée, après avoir réussi à y rentrer par discrétion, appuyant la supercherie.